# Directiva de eficiencia energética en edificios
La Directiva de eficiencia energética en edificios (EPBD: Energy Performance of Buildings Directive)  es la principal norma europea dirigida a garantizar el cumplimiento de los objetivos de la UE, respecto a la edificación, en lo referente a contención de emisiones de gases de efecto invernadero, del consumo energético y eficiencia energética y de generación de energía a partir de fuentes renovables.

## Antecedentes

### Directiva 93/76/CEE (SAVE)
La "Directiva 93/76/CEE del Consejo, de 13 de septiembre de 1993, relativa a la limitación de las emisiones de dióxido de carbono mediante la mejora de la eficacia energética (SAVE)", consiste en una lista de acciones que los Estados miembros deberían emprender para mejorar la eficiencia energética en edificios y, con ello, reducir sus emisiones de gases de efecto invernadero. El propio texto reconoce en sus considerandos que el Tratado no confiere poderes para legislar en este campo, con lo que, salvo el deber de información bianual a la Comisión, no establece verdaderas obligaciones. Llama la atención cómo adelanta algunos de los programas que veremos reflejados luego en la Directiva de eficiencia energética de los edificios (EPBD):
- la certificación energética de edificios
- el aislamiento térmico de los edificios nuevos
- la inspección periódica de calderas

## Directiva 2002/91/CE
La Directiva original es la 2002/91/CE (DEEE, 2003). Entró en vigor el 4 de enero de 2003 y tuvo que ser aplicada por los Estados miembros de la Unión Europea, a más tardar el 4 de enero de 2006. Fue inspirada por el Protocolo de Kioto, que compromete a la Unión Europea para reducir las emisiones de CO2 en un 8% en 2010, al 5,2% por debajo de los niveles de 1990.
Para lograr una mejora en la eficiencia energética del parque edificado, la Directiva se apoya en tres herramientas concretas: el establecimiento de requisitos de uso de la energía en edificios nuevos, y existentes que lleven a cabo grandes obras de renovación; la introducción de certificados de eficiencia energética; y las inspecciones de sistemas de climatización de tamaño medio y grande. La Directiva entiende que la complementariedad entre las mismas subyace en los diferentes tiempos de aplicación de cada una por parte de los propietarios. Los dos primeros se basan en un cuarto elemento, que se cita junto a los otros en el Objetivo (artículo 1) de la norma: una metodología de cálculo de la eficiencia energética integrada de los edificios.

### Requisitos de eficiencia energética
Para integrar las condiciones climáticas y las particularidades locales dentro de la Unión, corresponde a los Estados miembros desarrollar, a escala nacional o regional, una metodología de cálculo de la eficiencia energética de los edificios (artículo 3); sobre esta, a su vez, han de establecer unos requisitos mínimos a cumplir por los inmuebles, que pueden ser distintos si son nuevos o existentes, y/o según su categoría (artículo 4). Se plantean ciertas condiciones para tales exigencias: su rentabilidad, considerando la relación coste-eficacia de los límites que introducen, y la compatibilidad con otras características que los edificios han de reunir, como las relacionadas con la accesibilidad, la seguridad y el uso al que estén destinados (título preliminar n.º 9). Estas medidas se han de revisar al menos cada cinco años para reflejar los posibles progresos técnicos alcanzados (artículo 4).
Se permite a los Estados miembros eximir de la aplicación de este tipo de criterios a cinco categorías de edificios:
- Edificios y monumentos protegidos oficialmente por ser parte de un entorno declarado o en razón de su particular valor arquitectónico o histórico, cuando el cumplimiento de tales requisitos pudiese alterar de manera inaceptable su carácter o aspecto.
- Edificios utilizados como lugares de culto y para actividades religiosas.
- Construcciones provisionales con un plazo previsto de utilización igual o inferior a dos años, instalaciones industriales, talleres y edificios agrícolas no residenciales de baja demanda energética y edificios agrícolas no residenciales que estén siendo utilizados por un sector cubierto por un acuerdo nacional sectorial sobre eficiencia energética.
- Edificios de viviendas que estén destinados a utilizarse durante menos de cuatro meses al año.
- Edificios independientes con una superficie útil total inferior a 50 m2.

#### Edificios existentes
Para el parque existente, la Directiva considera que la mayor eficiencia de la inversión respecto a las mejoras logradas se alcanza en las grandes renovaciones del edificio, o de las partes con más incidencia sobre su consumo energético. Por ello establece (artículo 6), que como mínimo, los Estados miembros habrán de exigir el cumplimiento de unos requisitos de eficiencia energética:
- Para los edificios mayores de 1000 m² útiles, cuando...
- tengan lugar en ellos reformas importantes. Dicho término significa, según el artículo 2,

a) aquellas con un coste superior al 25% del valor del edificio excluyendo el terreno, o
b) que afecten a más del 25% de la envolvente
Todo ello "siempre que sea técnica, funcional y económicamente viable"

### Certificados de eficiencia energética
Los adquirientes o arrendatarios de un edificio deberán disponer de un certificado de eficiencia energética del mismo (ver Certificación energética de edificios), que tendrá una vigencia máxima de 10 años desde el momento de su expedición. La Directiva establece distintas opciones para los casos de locales o viviendas de uso independiente situadas en el mismo edificio, y permite la exención de las mismas categorías de edificios enumerados para el caso de los requisitos de eficiencia energética.
Exhibición obligatoria: Los edificios con una superficie útil superior a los 1000 m2 ocupados por autoridades públicas o instituciones que presten servicios públicos a un número importante de personas y por consiguiente, sean frecuentados habitualmente por ellas deben exhibir en un lugar claramente visible un certificado con una antigüedad inferior a 10 años. Se entiende que esta obligación es independiente de la anterior, es decir, de que hayan sido adquiridos o arrendados después de que haya entrado en vigor aquella.

### Entrada en vigor
La directiva entró en vigor el 4 de enero de 2006 y exige a los Estados miembros cumplir con el artículo 7 (Certificados de Eficiencia energética), el artículo 8 (Inspección de calderas) y el artículo 9 (Inspección de los sistemas de aire acondicionado) dentro de los tres años siguientes a la fecha de inicio, siendo 4 de enero de 2009 el plazo. En el Reino Unido esta directiva se promulgó en la parte 5 de la Ley de Vivienda de 2004.

## Refundición. Directiva 2010/31/UE
La Directiva 2002/91/CE fue refundida tras un largo proceso legislativo, desarrollado, entre los años 2008 y 2010, que resultó en la "Directiva 2010/31/UE del Parlamento Europeo y Del Consejo, de 19 de mayo de 2010, relativa a la eficiencia energética de los edificios (refundición)"

### Aportaciones respecto a la Directiva 2002/91/CE

#### Requisitos de eficiencia energética
El texto refundido introduce un nuevo concepto: el “marco metodológico comparativo para calcular los niveles óptimos de rentabilidad de los requisitos mínimos de eficiencia energética de los edificios y de sus elementos”.
El desarrollo de los métodos de cálculo de la eficiencia energética (art. 3), y el establecimiento a partir de los anteriores, de los requisitos sobre los edificios (art. 4), siguen en manos de los Estados miembros; lo que ahora se introduce es un método adicional que permite calcular aquellos requisitos sobre los edificios que representarían el óptimo desde el punto de vista de la rentabilidad económica, y compararlos con los que cada Estado Miembro tiene en vigor en base al mencionado artículo 4. Si el desvío es muy importante (esto es, mayor del 15%, según el título preliminar 14), el Estado en cuestión ha de justificarlo ante la Comisión o presentar un plan para corregirlo. Se trata pues, de poner en evidencia las aproximaciones nacionales más laxas y de marcar una pauta para su convergencia, sin necesidad de que sea la Comisión Europea la que directamente imponga los requisitos de eficiencia energética en los edificios de cada Estado Miembro.
La Directiva establecía como límite para la publicación de dicho marco por parte de la Comisión Europea, el 30 de junio de 2011 (art. 5), aunque no fue hasta el 16 de enero de 2012 cuando estuvo disponible el Reglamento Delegado correspondiente. Los Estados miembros disponían hasta el 30 de junio de 2012 para comunicar a la Comisión los resultados de estos análisis (Art. 5 de la Directiva 2010/3º/UE y Arts. 5.2 y 6 del Reglamento Delegado 244/2012).
En la web de la Comisión Europea pueden encontrarse esos informes nacionales. En la bibliografía de este artículo también pueden encontrarse dos estudios previos encargados por BPIE y ECEEE en 2010 y 2011 respectivamente, y un borrador de dicho reglamento aportado por la Comisión para un encuentro de expertos en mayo de 2011.

#### Edificios de Consumo Energético Casi Nulo
La Directiva introduce este nuevo concepto como aquel edificio “[…] con un nivel de eficiencia energética muy alto […]. La cantidad casi nula o muy baja de energía requerida debería estar cubierta, en muy amplia medida, por energía procedente de fuentes renovables, incluida energía procedente de fuentes renovables producida in situ o en el entorno”  y establece sendas fechas, el 31 de diciembre de 2018 y de 2020, para su aplicación a todos los nuevos edificios propiedad y ocupados por autoridades públicas, y para todos los edificios nuevos, respectivamente.
Podríamos considerar que la definición del Edificio de Consumo Energético Casi Nulo, equivale, por una parte, al requisito de eficiencia energética (definido antes) deseable para el año 2020;  y al requisito de "niveles mínimos de energía procedentes de fuentes renovables en edificios nuevos" del artículo 13.4 de la Directiva de Energías Renovables, para ese mismo año; y a un tercer requisito sobre cercanía de captación de esos recursos renovables al punto de consumo. Como ocurre en la actualidad con dichos requisitos, cada Estado Miembro es responsable de su concreción, si bien en este caso se exige al menos "un valor de uso de energía primaria expresado en kWh/m² por año".
Desde esta perspectiva, y como cualquiera de los niveles de exigencia que se vayan estableciendo hasta esa fecha, el de 2020 estará sometido al análisis de rentabilidad tratado antes. Por tanto, cada Estado Miembro debe, por una parte, definir un objetivo (su definición de Edificio de Consumo Energético Casi Nulo), y actuar sobre el mercado para que en 2020, dicha meta preestablecida, resulte rentable desde el punto de vista de la metodología de coste óptimo.
La definición de Edificio de Consumo Energético Casi Nulo debe incluirse en un Plan Nacional, que contendrá, así mismo, información en materia de objetivos intermedios para edificios nuevos en el año 2015; información sobre políticas o medidas financieras para su promoción, incluyendo exigencias y medidas sobre generación renovable en edif icios nuevos y existentes; y políticas de estímulo para la renovación de edificios existentes a nivel de consumo energético casi nulo.
Los informes nacionales se publican en la web de la Comisión Europea.

#### Incentivos Financieros y Barreras de Mercado

##### Certificados de eficiencia energética

###### Contenido del Certificado
Este es el elemento que más se desarrolla respecto a la norma de 2002; aquella enumeraba para su inclusión la normativa vigente, las valoraciones comparativas, y recomendaciones de mejora.
- Respecto a los valores a incluir, se menciona la medida de la eficiencia energética, más otros de referencia como requisitos mínimos de eficiencia energética. Opcionalmente podrá incluir información sobre consumo anual de energía (en edificios no residenciales) y porcentaje de energía renovable sobre el consumo total.
- Las recomendaciones de mejora se ponen en relación con los niveles óptimos de eficiencia energética, y se exige abordar, por una parte, las reformas importantes a nivel de edificio, y las relativas a elementos independientes de grandes obras, por otra. Asimismo se plantea opcionalmente la estimación de los plazos de recuperación de la inversión o rentabilidad en vida útil, y se obliga a facilitar referencias sobre cómo obtener información más detallada sobre esas obras,  y sobre cómo emprenderlas, sugiriéndose también hacer referencia a temas conexos, como auditorías energéticas, incentivos y fuentes de financiación.

###### Obligación de obtener el certificado
La obligación a edificios o unidades que se construyan, vendan o alquilen incluida en la Directiva de 2002, se amplía a los edificios ocupados por una autoridad pública, mayores de 500 m² (250 desde el 9 de julio de 2015) frecuentados por el público.

###### Obligación de mostrar o exponer el certificado
Sobre la base de la Directiva 2002, la exposición era obligatoria para edificios de más de 1000 m² "ocupados por autoridades públicas o instituciones que presenten servicios públicos" frecuentados por el público. En el texto refundido de 2010, dicho mandato se limita a edificios ocupados por autoridades públicas y frecuentados por el público, y la superficie baja a los 500 m², que será de 250 m² a partir del 9 de julio de 2015.
Asimismo, la obligación se extiende a las superficies de más de 500 m² frecuentadas por el público en edificios que estén obligados a disponer del certificado.
Por otra parte, se obliga a mostrar el certificado a compradores o arrendatarios potenciales, y a entregárselo a los compradores y arrendatarios finales;  en el caso de operaciones sobre edificios no construidos, se permite ofrecer una "evaluación de su eficiencia energética futura" y se obliga a expedir el certificado en cuanto termine la construcción.
Finalmente, en los anuncios de venta o alquiler en medios de comunicación es obligatorio incluir el indicador de eficiencia energética, cuando el edificio o unidad objeto de la operación disponga de él.

##### Inspecciones de calderas y de sistemas de aire acondicionado
La Directiva obliga a inspeccionar los sistemas de calefacción con potencial nominal útil superior a los 20kW y los de aire acondicionado de más de 12kW. Plantea mecanismos de flexibilidad cuando existen sistemas automáticos o cuando los Estados miembros planteen sistemas de asesoramiento ciudadano que las sustituya. Este mandato fue profundamente modificado en 2018.

#### Entrada en vigor

##### Derogación
La Directiva (UE) 2024/1275 del 24 de abril de 2024 deroga la de 2010 con efecto el 30 de mayo de 2026.

## Adopción por parte de los Estados miembros

### España
En España, la Directiva se traspone a través en el Documento Básico Ahorro de Energía (HE) del Código Técnico de la Edificación, y el Reglamento de Instalaciones Técnicas en los Edificios (RITE),. También por la Ley de Economía Sostenible

#### Certificación energética
España aplicó la EPBD 2002 en lo relativo a certificación de edificios nuevos con el  procedimiento básico para la certificación de eficiencia energética de edificios de nueva construcción,
En noviembre de 2011 la Comisión Europea llevó al Tribunal Europeo de Justicia la inexistencia en España de regulación para la certificación de edificios existentes, y una serie de defectos de aplicación de la Directiva respecto a las inspecciones en calderas
Superado ampliamente el plazo de trasposición, se publicó finalmente el Procedimiento básico para la certificación de la eficiencia energética de los edificios

##### Inspección de Instalaciones
Los requerimientos sobre inspección están traspuestos en el Reglamento de Instalaciones Térmicas en los Edificios (España)

#### Edificios de Consumo Energético Casi Nulo
La trasposición de la obligación de que todos los edificios construidos desde el 31 de diciembre de 2020 (2018 para los ocupados y de titularidad pública) sean edificios de consumo de energía casi nulo, y la determinación de que los requisitos a satisfacer serán los que en ese momento determine el Código Técnico de la Edificación, se realizó a través de la Disposición Adicional Segunda del Real Decreto 235/2013, (Procedimiento básico para la certificación de la eficiencia energética de los edificios, ya mencionado). Sin embargo, la definición de Edificio de Consumo Energético Casi Nulo no estuvo lista antes de la fecha de aplicación a los edificios públicos, a final de 2018.

## El complemento de la Directiva 2012/27/UE
La Directiva de Eficiencia Energética tiene como objetivo la creación de un marco común de medidas para el fomento de la Eficiencia Energética que permitan asegurar que los países de la Unión Europea conseguirán el 20% de ahorro energético ya comprometido con anterioridad en la Directiva “Triple 20” además la directiva obliga a los Estados miembros a una renovación de al menos el 3% de los edificios públicos de más de quinientos metros cuadrados.

## Modificación: Directiva (UE) 2018/844
En mayo de 2018, siguiendo la propuesta del Paquete de Invierno de 2016, la EPBD se ve modificada, en lugar de refundida, como ocurrió en 2010. Las principales modificaciones introducidas por la Directiva 2018/844 son: 
- La inclusión como artículo 2 bis del antiguo artículo 4 de la Directiva de Eficiencia Energética, que exige la redacción de Estrategias de Renovación (del parque edificado) a Largo Plazo, ampliando el contenido de aquel con una versión actualizada de los puntos 2 y 3 del artículo 10 de la EPBD 2010, sobre instrumentos de financiación. El art. 53 del Reglamento 2018/1999 modificará ligeramente después el primer párrafo de este nuevo artículo, y añadirá un apartado 8 vinculando estas Estrategias con los Planes Nacionales Integrados de Energía y Clima.
- La modificación del artículo 6, que exigía establecer mecanismos para que en obra nueva se tomara en consideración la viabilidad de tecnologías de muy alta eficiencia. La modificación consiste en eliminar la referencia a tecnologías concretas que sí aparecía en la versión de 2010 y, sobre todo, en eliminar el requisito de que se documente dicha toma en consideración para cada proyecto.
- El artículo 7 tenía un contenido similar al anterior, pero aplicado a edificios existentes objeto de renovación profunda; en 2018 se añade la toma en consideración, al evaluar la instalación de instalaciones alternativas de muy alta eficiencia, no solo de la viabilidad técnica, funcional y económica, sino también el impacto sobre la salubridad, la seguridad frente a incendios y los riesgos relacionados con sismos.
- El artículo 8 hacía referencia al establecimiento de requisitos de eficiencia energética para instalaciones de edificios existentes y nuevos y animaba a la introducción de sistemas de automatización. La primera parte se mantiene (eliminando la referencia a instalaciones concretas) y la segunda se convierte una exigencia de regulación automática en calefacción para edificios nuevos y para sustituciones del generador de calor en existentes, así como la introducción, a finales de 2019, de un régimen voluntario de clasificación del grado de preparación para aplicaciones inteligentes de los edificios. Además, se incluye un extenso apartado para la previsión de puntos de carga de vehículos eléctricos en los edificios; una referencia a la necesidad de tener políticas coherentes de edificación, urbanismo y movilidad; y la exigencia de evaluar la eficiencia energética de las partes de instalaciones térmicas que se modifiquen.
- El artículo 10 pierde sus apartados 2 y 3 (por el art. 53 del Reglamento 2018/1999) que obligaba a los Estados miembros a presentar un informe de instrumentos de apoyo a la rehabilitación, que ahora está implícito en la exigencia de la Estrategia de Renovación del artículo 2bis. Por su parte la Directiva 2018/844 sustituye el apartado 6, que animaba a considerar la rentabilidad a la hora de ofrecer ayudas, por un nuevo texto que exige esa vinculación y detalla las variables que se pueden considerar a tal fin. Además se regula la existencia de bases de datos de certificación energética y la posibilidad de acceso a ellas.
- Finalmente, los artículos 14 y 15, que son un elemento relevante de la EPBD 2010 se ven completamente sustituidos para elevar la potencia mínima a partir de la que las instalaciones de calefacción y aire acondicionado deben ser inspeccionadas periódicamente (pasa de 20 a 70kW y de 12 a 70kW respectivamente). Se mantiene la posibilidad de sustituir estas inspecciones por asesoramiento pero la principal novedad es que, mientras en 2010 se podía reducir la frecuencia o "aligerar" las inspecciones cuando existieran sistemas de supervisión y control, ahora estos permiten eximir directamente al edificio, pero en esta nueva versión se detalla qué funciones deben tener estos sistemas. Podríamos interpretar que este contenido desarrolla la tímida referencia del art. 8 en la versión de 2010 a los sistemas de automatización, que se completa con la exigencia de regulación automática del nuevo contenido del art. 8.
- Resulta además de interés que en estos nuevos artículos 14 y 15 esas instalaciones de automatización y control deban ser obligatorias, antes de 2025, para los edificios no residenciales, si la potencia nominal útil de su instalación de calefacción y ventilación supera los 290 kW (el requisito es el mismo para el aire acondicionado); y se anime a los Estados miembros a establecer requisitos de este tipo sobre los edificios residenciales.
- Finalmente, se hace referencia a futuros estudios sobre los Pasaportes de Renovación de Edificios (art. 19bis nuevo) y el establecer normas sobre conjuntos de edificios existentes en lugar de inmuebles aislados y revisar el funcionamiento de los Certificados de Eficiencia Energética (modificación art. 19). También, en lo relativo a la información (modificación art. 20.2), se insiste de una manera más clara en la necesidad de que los Estados miembros la ofrezcan mediante "ventanillas únicas"

## Directiva (UE) 2024/1275 de 24 de abril de 2024
DEROGA, con efectos de 30 de mayo de 2026, la Directiva 2010/31, de 19 de mayo.

##### Materias
- Cambio climático
- Certificaciones
- Consumidores y usuarios
- Consumo de energía
- Contaminación atmosférica
- Edificaciones
- Energía solar
- Normas de calidad
- Programas [7]